# Галхос, Белла
Белла Галхос (род. 1972, Португальский Тимор) — бывшая активистка движения за независимость Восточного Тимора в период индонезийской оккупации Восточного Тимора, а также переводчица, советник президента, правозащитница и защитница окружающей среды с момента обретения независимости в 2002 году.

## Ранний период жизни
Сообщается, что у отца Галхос было 45 детей от 18 разных женщин. После того, как индонезийские вооруженные силы вторглись в Восточный Тимор в 1975 году, они захватили её отца и братьев, и отец продал трёхлетнюю Галхос солдату за пять долларов, обосновывая это в частности тем, что у неё «очень мужская, доминирующая личность». После долгих усилий матери Галхос была возвращена семье. Она говорила о том, что за этим последовали случаи сексуального насилия со стороны членов семьи и индонезийских властей.
В 16 лет Галхос присоединилась к движению за независимость Тимора, став участвовать в «тайном фронте» молодых активистов. В 1991 году несколько друзей Галхос были убиты в резне в Санта-Крус, организованной её дядей Констансио Пинто. В результате она три года жила под другим именем, будучи двойным агентом, якобы работающим на индонезийские власти. В 1994 году она была выбрана в качестве участницы программы молодёжного обмена с Канадой совместно Canada World Youth. Там она сразу же подала заявление о предоставлении убежища. После обретения Восточным Тимором независимости Галхос изучала психологию в Гавайском университете.

## Активизм за независимость в Канаде
После того, как Галхос подала заявку и получила статус беженки в Канаде, она проводила кампанию за права человека в Восточном Тиморе, используя сеть оповещения Восточного Тимора как один из двух канадских представителей Национального совета сопротивления Маубере. За эти годы она приняла участие в многочисленных международных лоббистских мероприятиях внутри Канады и за её пределами.
В январе 1996 года Бенджамин Парвото, посол Индонезии в Канаде, разыскал мать Галхос и приказал ей заставить дочь замолчать. Событие вызвало общественный резонанс, и Министерство иностранных дел Канады высказало упрёки в адрес посла.

## Карьера после получения независимости
После окончания индонезийской оккупации в 1999 году Галхос вернулась в Восточный Тимор, чтобы работать в Миссии Организации Объединённых Наций в Восточном Тиморе. В 2012 году Галхос стала советником президента Таура Матана Руака по вопросам гражданского общества.
Галхос совместно с с некоммерческой экологической школой основала в Моубиссе Зелёную деревню Леублора. В деревне есть входит женский кооператив органического земледелия и органический ресторан. Проект направлен на продвижение равных прав женщин и экологического сознания в восточнотиморском обществе. Она выступала на конференции TED в Дили по таким вопросам, как насилие в отношении женщин в Восточном Тиморе.
Галхос — известная активистка за права ЛГБТ+ в Восточном Тиморе. На прайде CODIVA (Coalition on Diversity and Action, Коалиция за разнообразие и действия) 2016 года, первом в своём роде в Восточном Тиморе, Галхос стала первой женщиной в Восточном Тиморе, публично заявившей о своей бисексуальности. В 2017 году Галхос была соорганизатором первого марша гордости в Дили, на котором присутствовало 500 человек. Вместе со своим коллегой-активистом и экспертом по развитию Ирамом Саидом Галос основала ЛГБТ-организацию Arcoiris.

## Почести и награды
- Отважная женщина, 1999 год (Национальный комитет действий по положению женщин, Канада)[11]
- Премия ООН за свободу и права человека, 2003 год[11]
- Герой воздействия компании Earth 2015[12]
- Премия Далай-ламы «Невоспетый герой», 2017 год[13]
- Список 100 женщин Би-би-си, 2023 год[14]

## Публикация
- Iram Saeed and Bella Galhos: A Research Report on the Lives of Lesbian and Bisexual Women and Transgender Men in Timor-Leste, ASEAN SOGIE Caucus, East Timor, 2017.